# Анкерит
Анкери́т (англ. Ankerite), ранее также бурый шпат:70 (частично устар.) — минерал, сложный карбонат из группы доломита, в котором часть Mg замещена Fe2+. Химический состав Ca(Mg, Fe) [СО3]2, иногда усложняется примесями Mn2+, CO2+. Железистый член изоморфного ряда доломит-анкерит, структурно близкий к доломиту.

## Название
Назван в честь австрийского минералога М. Й. Анкера (1771—1843). В русской минералогии XIX века, а также в горном деле и среди геологов анкерит и его близкие аналоги из доломитового ряда были чаще известны под ёмким расширительным названием бурый шпат. Отчасти, это вызвано тем, что этот минерал представляет собой крайний член (с наибольшим содержанием ионов двухвалентного железа) в изоморфном ряду доломит-анкерит,:70 вследствие чего грязно-коричневые разности доломита, загрязнённые примесями, также могли встречаться под названием бурый шпат.

## Свойства
Содержит (%): CaO — 27,1; FeO — 23,5; СО2 42,5. Примеси: MnO. Сингония тригональная. Кристаллы ромбоэдрические кривогранные; агрегаты сплошные, кристаллически-зернистые, плотные.
Плотность 3,0 ± 0,1 г/см3. Твёрдость 3,5—4. Цвет белый, желтоватый, бурый, розовый, серый, голубовато-серый. Блеск стеклянный до перламутрового на свежем сколе. Излом ступенчато-раковистый. Хрупкий.

## Нахождение
Минерал гидротермальных сульфидных месторождений и гидротермально изменённых магнезиально-железистых пород. Типичный минерал карбонатитов и низкотемпературных свинцово-цинковых пород, в карбонатных породах ассоциирует с баритом, кварцем, флюоритом, доломитом. Известен в хрусталеносных жилах и как продукт метасоматоза в карбонатных осадочных породах.
Встречается в виде чечевицеподобных кристаллов и сплошных зернистых масс, обычно с кварцем в гидротермальных сульфидных и сидеритовых месторождениях (на Урале, Алтае, Украине — в Донбассе).